# Transports en Saône-et-Loire
Les transports dans le département français de Saône-et-Loire sont caractérisés par l'importance de la voie de communication nord-sud formée par la vallée de la Saône, qui relie les deux principales villes du département, Chalon-sur-Saône et Mâcon : axe fluvial, ferroviaire, routier et autoroutier majeur, elle met en contact le Bassin parisien et les pays rhénans au nord avec la vallée du Rhône et l'Europe méditerranéenne au sud.
L'ouest du département, en revanche, au relief plus marqué (massif du Morvan) et dépourvu de grands couloirs de communication naturels, souffre d'un relatif isolement. Cette situation a représenté une contrainte pour le développement de l'activité sidérurgique et mécanique dans la région du Creusot - Montceau-les-Mines, puis pour sa reconversion à la fin du XXe siècle, incitant les pouvoirs publics locaux à se battre pour la construction d'infrastructures performantes — ce qui se traduira par exemple en 1981 par l'ouverture de la gare du Creusot TGV sur la nouvelle ligne Paris-Lyon.

## Transport routier

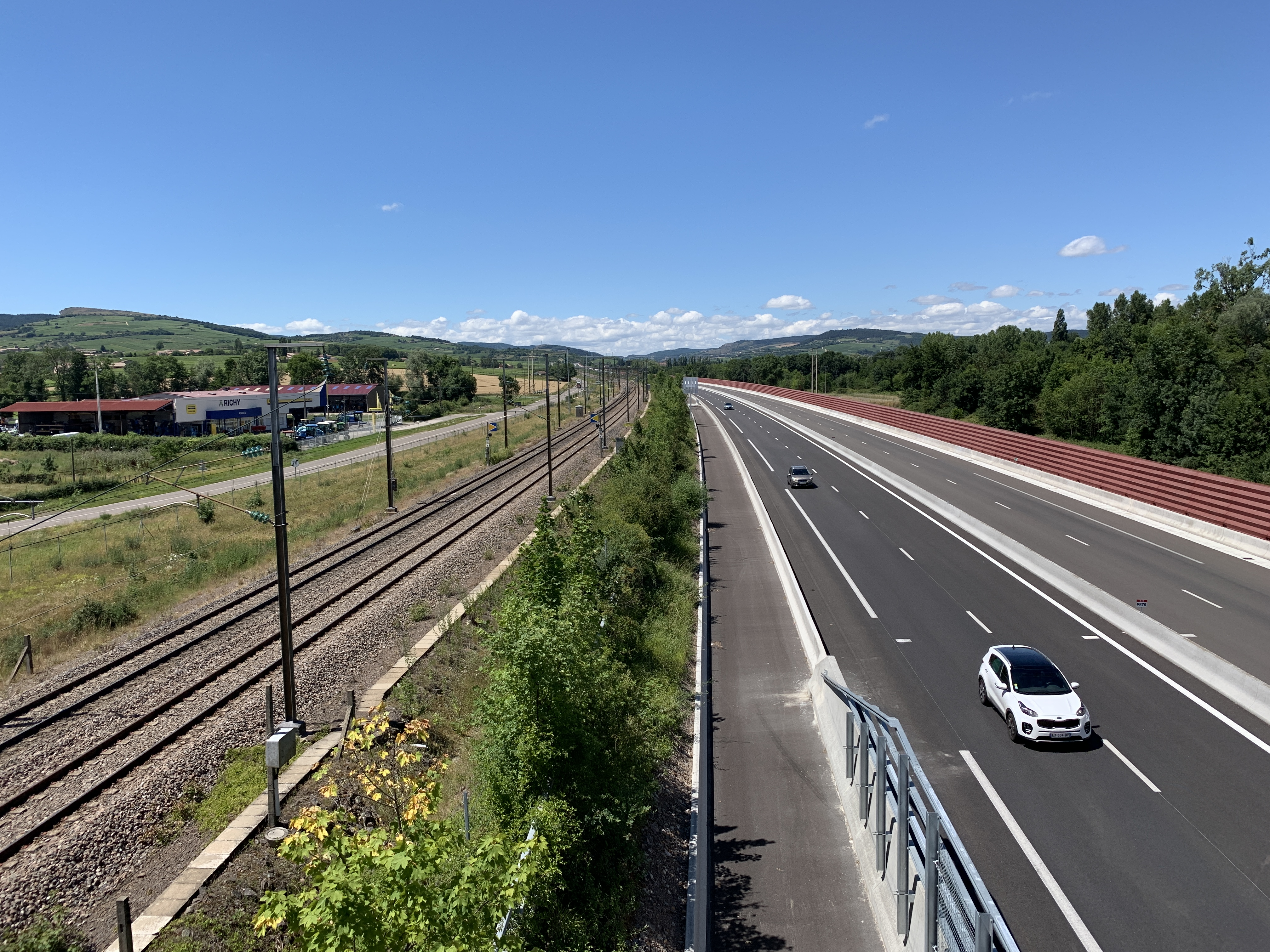
La route nationale 79 (à droite) et la LGV Sud-Est (à gauche) au niveau de la commune de Davayé, près de Mâcon.

### Infrastructures routières
Le principal axe routier du département est l'autoroute A6, qui a remplacé la route nationale 6 dans les années 1960 en tant qu'axe principal entre le Bassin parisien et le Sud-Est. Les tronçons de l'A6 situés en Saône-et-Loire ont un trafic compris entre 50 000 et 65 000 véhicules par jour, soit un trafic très élevé pour une autoroute hors périphérie des grandes agglomérations.
Le département est traversé d'ouest en est par deux axes routiers, en grande partie aménagés à 2x2 voies, qui forment deux branches de la Route Centre-Europe Atlantique. Ces axes prolongent l'autoroute A79 qui atteint Digoin depuis 2022, et divergent à Paray-le-Monial :
- la route nationale 79 se dirige vers Mâcon et l'autoroute A40 en desservant Charolles et Cluny ;
- la route nationale 70 dessert Montceau-les-Mines et Montchanin, où la route nationale 80 la prolonge jusqu'à Chalon-sur-Saône.

### Transport collectif de voyageurs
La Saône-et-Loire est desservie par le réseau régional de transport routier Mobigo, qui compte une vingtaine de lignes régulières dans le département.

## Transport ferroviaire

### Historique
La première ligne de chemin de fer de la Saône-et-Loire, et qui reste jusqu'à nos jours son axe structurant, est la ligne « impériale » de Paris à Lyon et Marseille, ouverte entre 1849 et 1854 dans le département. La ligne dessert notamment Chalon-sur-Saône — dont la gare initiale en impasse est abandonnée en 1893 au profit de la gare actuelle de passage — et Mâcon.

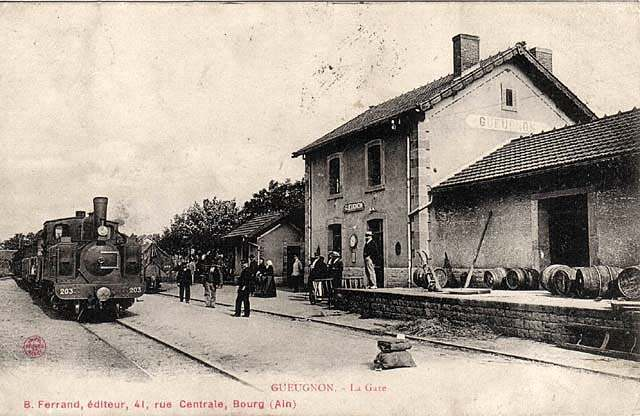
La gare de Gueugnon du réseau de Saône-et-Loire de la Compagnie des chemins de fer départementaux.

Le réseau d’intérêt général est développé dans la deuxième moitié du XIXe siècle, principalement par la Compagnie des chemins de fer de Paris à Lyon et à la Méditerranée (PLM), y compris dans l'ouest du département grâce à son activité minière et industrielle. À la fin du XIXe siècle, le chemin de fer d’intérêt général atteignait la plupart des villes et bourgs du département, dont Autun, Buxy, Chagny, Chalon-sur-Saône, Charolles, Chauffailles, La Clayette, Cluny, Le Creusot, Cuiseaux, Digoin, Épinac, Étang-sur-Arroux, Givry, Louhans, Mâcon, Marcigny, Montceau-les-Mines, Paray-le-Monial, Saint-Gengoux-le-National, Tournus et Verdun-sur-le-Doubs.
La Saône-et-Loire a également été desservie par plusieurs réseaux de chemins de fer d’intérêt local. Les deux principaux étaient le réseau de Saône-et-Loire de la Compagnie des chemins de fer départementaux (1893-1957), qui reliait Digoin, Étang-sur-Arroux et Bourbon-Lancy par Gueugnon et Toulon-sur-Arroux, et celui de la Compagnie des chemins de fer d'intérêt local de Saône-et-Loire (1901-1945), qui exploitait cinq lignes isolées les unes des autres à l'ouest d'Autun, au sud-est de Montceau-les-Mines, au nord-ouest de Mâcon, à l'est de Chalon-sur-Saône et entre Tournus et Louhans. Plusieurs réseaux des départements voisins pénétraient par ailleurs en Saône-et-loire (Tramways de l'Ain, Chemins de fer départementaux du Rhône - Saône-et-Loire et Réseau SE de l'Allier).
Après les chemins de fer d'intérêt local, la Saône-et-Loire est touchée comme la plupart des départements français par la fermeture de ses lignes d'intérêt général à partir de la deuxième moitié du XXe siècle : plus aucun train de voyageurs ne dessert Verdun-sur-le-Doubs depuis 1954, Buxy, Charolles et Cluny depuis 1968 et Autun depuis 2020. Parallèlement, l'ouverture de la LGV Sud-Est en 1981 détourne le trafic de grandes lignes de la ligne historique vers la nouvelle infrastructure, mais la Saône-et-Loire obtient la création de deux gares nouvelles, Le Creusot TGV et Mâcon-Loché TGV.
|                                             |
| Le réseau ferroviaire à son apogée en 1930. |

|                                     |
| Le réseau ferroviaire de nos jours. |

|                                                    |
| Carte animée de l’évolution du réseau ferroviaire. |

### Situation actuelle

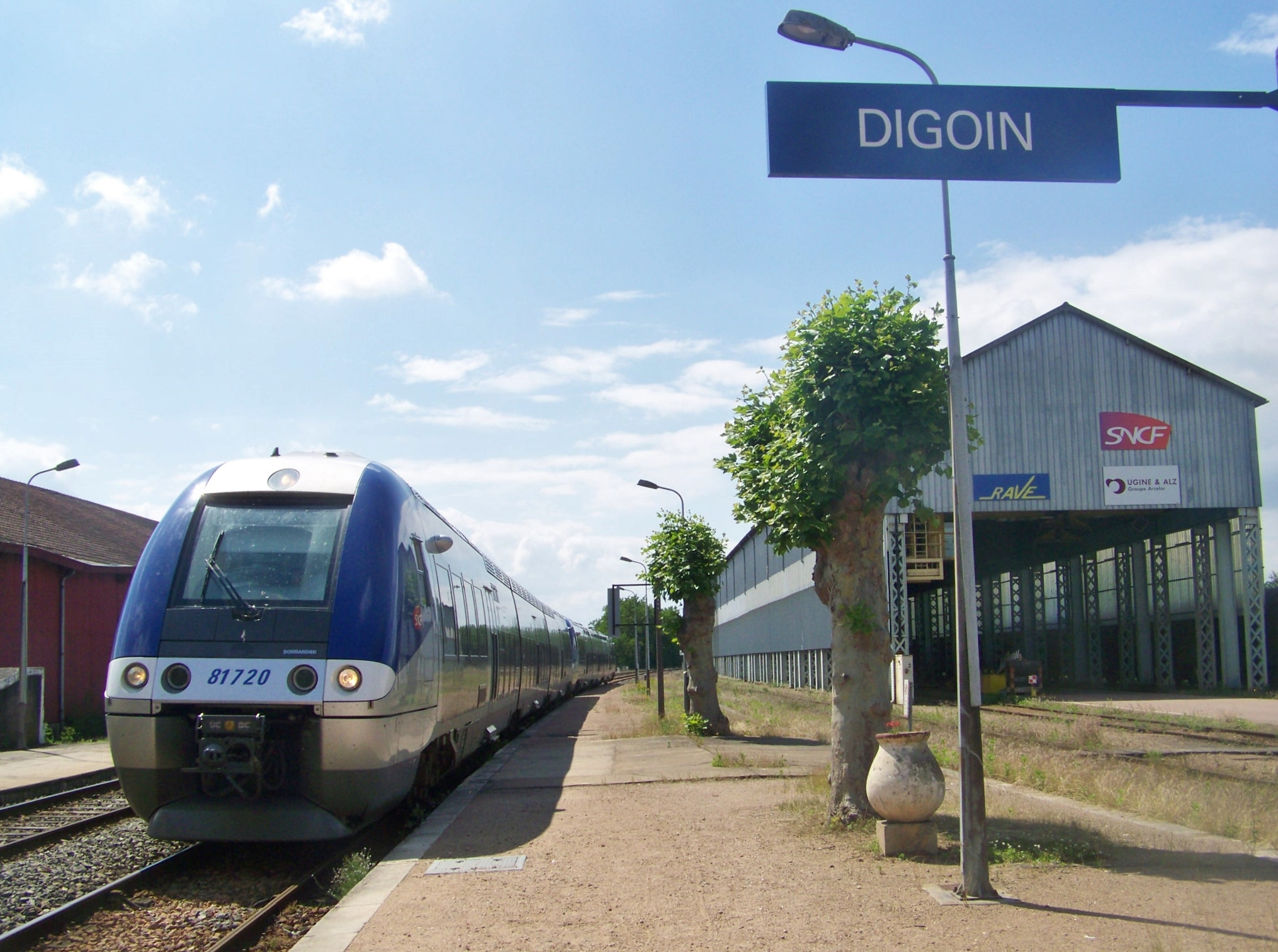
Une rame TER en gare de Digoin.

Les principales gares de voyageurs sont celles de Chalon-sur-Saône (1 309 000 voyageurs) et Mâcon-Ville (1 231 000 voyageurs), suivies des gares du Creusot - Montceau-les-Mines - Montchanin TGV, Mâcon - Loché TGV, Chagny et Tournus avec une fréquentation annuelle entre 250 000 et 700 000 voyageurs en 2019.
Le principal axe ferroviaire pour les trains de voyageurs est la LGV Sud-Est (Parus-Lyon), mais la plupart des trains qui y circulent ne desservent ni la gare du Creusot - Montceau-les-Mines - Montchanin TGV, ni celle de Mâcon - Loché TGV. L'axe historique Paris-Dijon-Lyon-Marseille, « ligne impériale » à double voie électrifiée, continue d'accueillir de nombreux trains de fret, quelques TGV inOui (liaisons Paris-Chalon ou Méditerranée-Lyon-Strasbourg), des TER Bourgogne-Franche-Comté (Mobigo) de moyenne ou longue distance et (depuis 2022) des Ouigo Train Classique.
L'Est du département est parcouru par la ligne de Dijon-Ville à Saint-Amour, à double voie électrifiée, qui sert principalement d'alternative à la ligne impériale pour le fret mais permet également la desserte de la gare de Louhans.
L'Ouest du département est traversé par plusieurs lignes non-électrifiées, qui font partie de plusieurs liaisons entre la basse vallée de la Loire et le Centre-Est de la France, concurrentes pour obtenir une modernisation.

## Transport fluvial

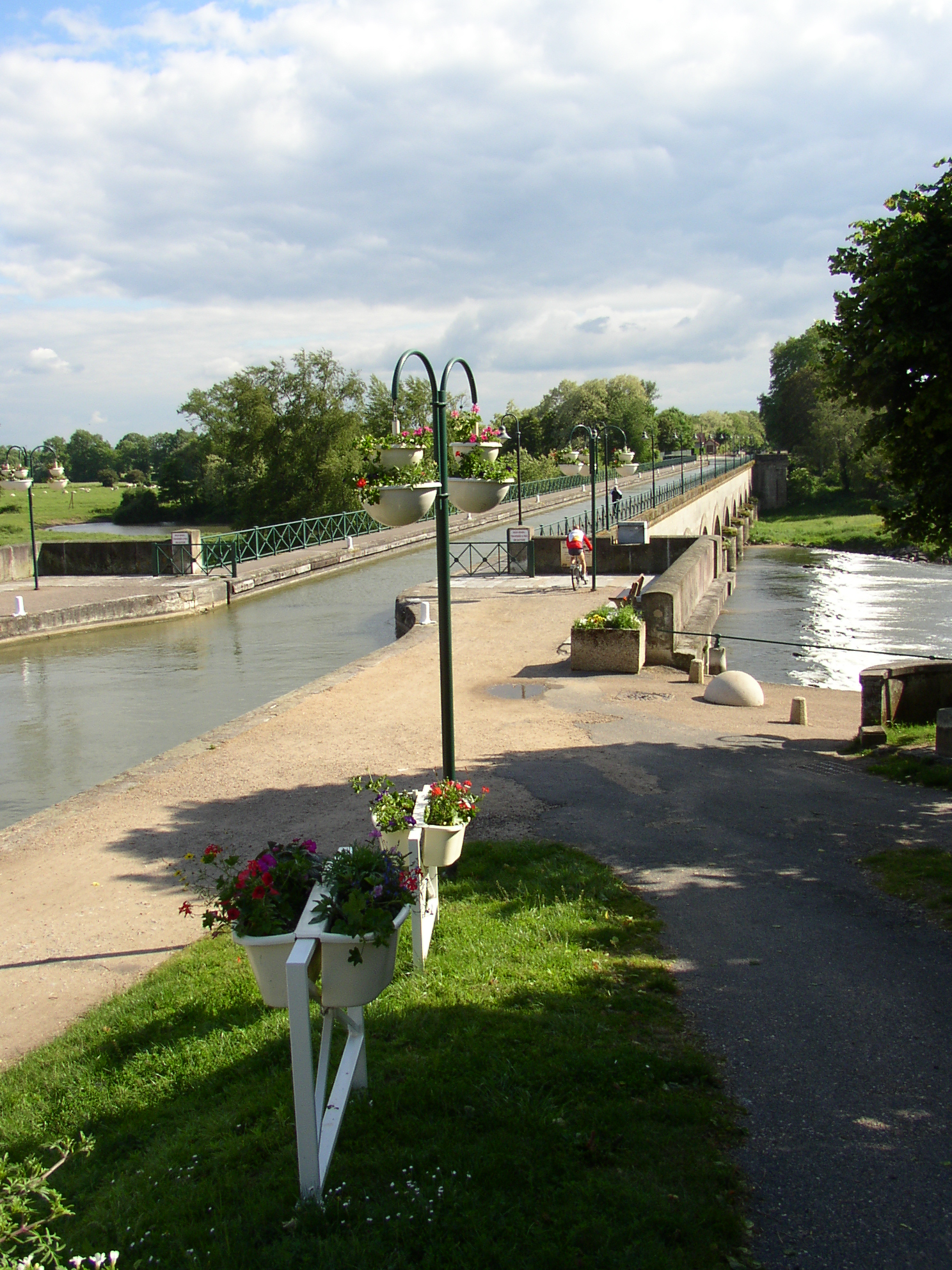
Le pont-canal de Digoin, permettant le franchissement de la Loire par le canal du Centre.

La Saône est canalisée à grand gabarit (classe V CEMT) sur toute sa traversée de la Saône-et-Loire, et cet axe à grand gabarit se prolonge vers le sud jusqu'aux ports de Lyon et Marseille. Chalon-sur-Saône et Mâcon sont grâce à la Saône les deux principaux ports de commerce de Bourgogne-Franche-Comté, avec un trafic de 400 000 tonnes chacun en 2019.
La Seille canalisée, qui relie Louhans à la Saône, et le canal du Centre, qui relie la Saône à la Loire par Chalon-sur-Saône, Chagny, Montceau-les-Mines, Paray-le-Monial et Digoin, sont quant à eux au gabarit Freycinet (classe I CEMT), et sont donc aujourd'hui principalement dédiés à la navigation de plaisance.

## Transport aérien
Le petit aéroport de Chalon - Champforgeuil n'accueille aucune ligne commerciale régulière mais a un trafic soutenu de vols d'affaires, de loisirs, de tourisme, sanitaires et de formation.
Le département est équipé de plusieurs aérodromes principalement destinés à l'aviation de loisirs et de tourisme : Autun-Bellevue, Mâcon - Charnay, Montceau-les-Mines - Pouilloux, Paray-le-Monial et Saint-Yan.

## Transports en commun urbains et périurbains
Le Grand Chalon, Mâconnais Beaujolais Agglomération, la communauté urbaine Creusot Montceau, la communauté de communes du Grand Autunois Morvan et la commune de Paray-le-Monial sont autorités organisatrices de la mobilité sur leur territoire et organisent des services de transport dans leur ressort territorial.
Les réseaux Zoom (Chalon-sur-Saône), TRémA (Mâcon) et MonRézo (Le Creusot / Montceau-les-Mines) sont les plus importants, avec sept lignes urbaines d'autobus chacun, du transport à la demande et, pour Chalon et Le Creusot / Montceau, des lignes périurbaines. Les réseaux Ça roule (Autun) et PLM (Paray-le-Monial) sont plus modestes, avec respectivement trois et une lignes d'autobus.

## Modes actifs
Le département est traversé par plusieurs voies vertes, véloroutes et sentiers de grande randonnée.